# Nio tripodkittlar

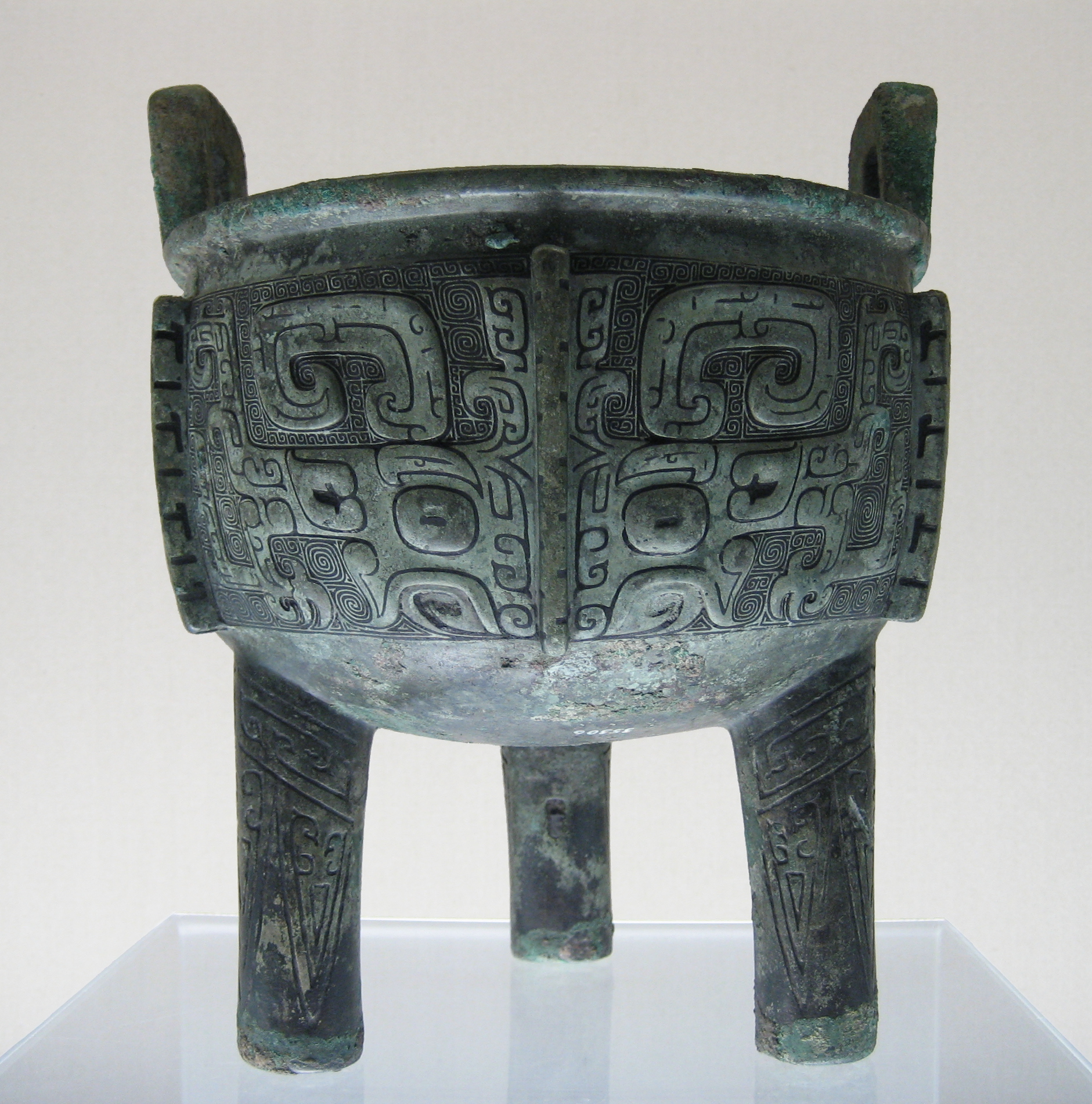
En tripodkittel av typen ding från senare delen av Shangdynastin.

Karta över de nio provinserna i det forna Kina.

Nio tripodkittlar (九鼎; Jiǔ Dǐng) var nio antika kinesiska rituella bronskittlar. Att vara innehavare till de nio tripodkittlarna var intimt förknippat med rätten och legitimiteten att regera det forna Kina. De nio tripodkittlarna påstås ha gjutits av Yu den store, som grundade Xiadynastin (2070–1600 f.Kr). Var och en av rikets nio provinser fick leverera råvaran för dess tillverkning, och på varje tripodkittel graverades en karta eller ett djur som representerade provinsen. Kittlarna var av typen ding.
De nio tripodkittlarna gick senare från Xiadynastins kungafamilj till Shangdynastin (ca 1600–1046 f.Kr), och därefter vidare till Zhoudynastin (1046-256 f.Kr).
År 256 f.Kr. erövrade Kung Zhaoxiang av Qin makten från Zhoudynastin och erövrade huvudstaden Wangcheng, och tripodkittlarna hamnade i händerna på Qin. De nio tripodkittlarna försvann dock i en flod innan Kinas första kejsare Qin Shi Huangdi enade Kina 221 f.Kr. Eventuellt hamnade de i Sifloden i samband med maktskiftet. Under Qin Shi Huangdis andra inspektionsresa beordrade han år 219 f.Kr. stora sökinsatser efter tripodkittlarna i Sifloden utanför Pengcheng, men utan resultat. De försvunna tripodkittlarna blev ett olycksbådande omen för den nya dynastin.